# Leptosphaeria acutiuscula
Leptosphaeria acutiuscula är en svampart som beskrevs av Berl. 1892. Leptosphaeria acutiuscula ingår i släktet Leptosphaeria och familjen Leptosphaeriaceae.   Inga underarter finns listade i Catalogue of Life.